# Matthias Meifert

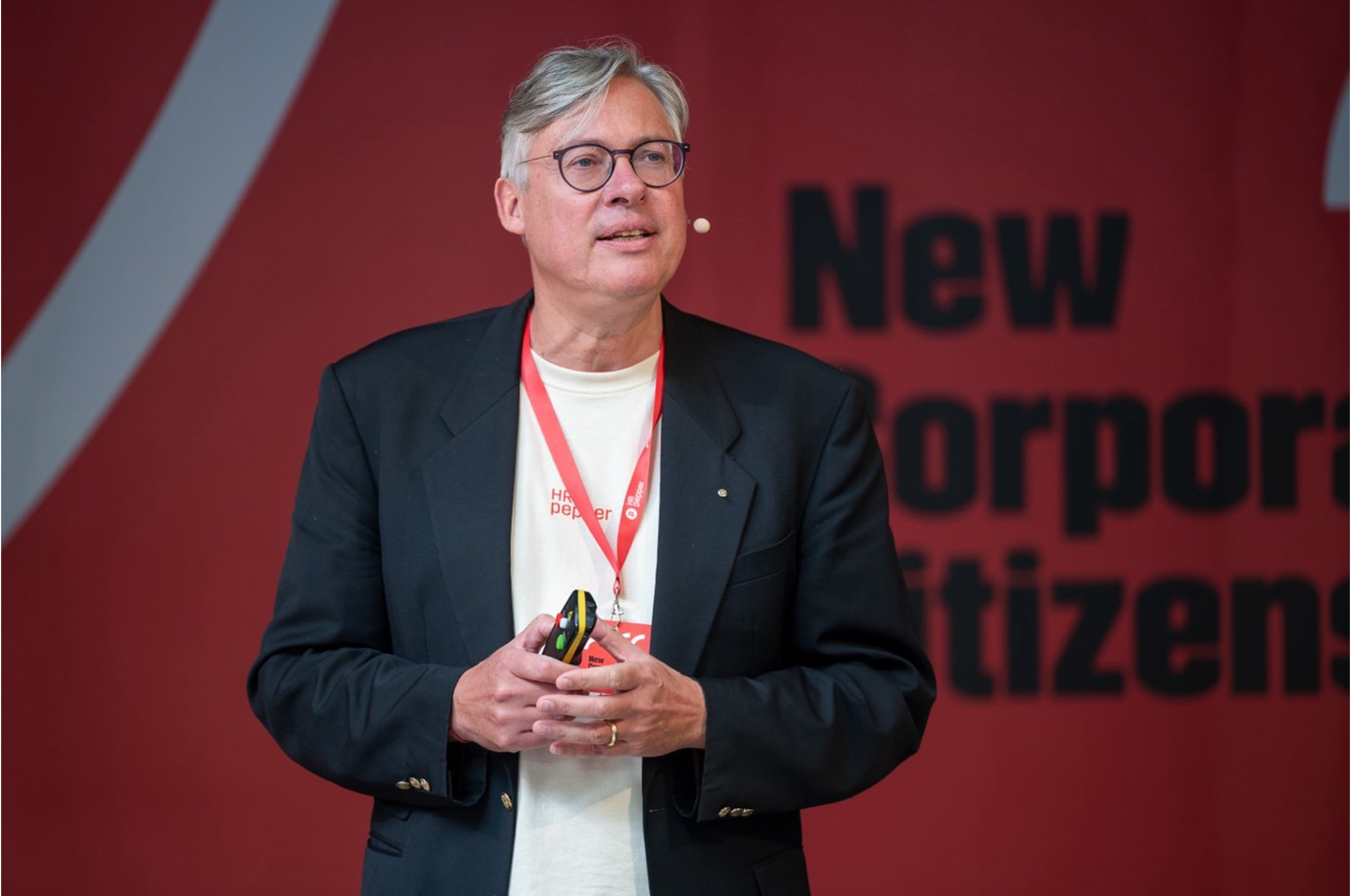
Matthias Meifert

Matthias Thomas Meifert (* 1968 in Berlin) ist ein deutscher Unternehmensberater, Unternehmer, Hochschuldozent und Autor. Er ist Gründer und geschäftsführender Gesellschafter der Unternehmensberatung HRpepper GmbH & Co. KGaA. Meifert gilt als Vordenker in der Transformationsberatung und im Personalmanagement. Neben seiner unternehmerischen Tätigkeit engagiert er sich in verschiedenen Beiräten und wurde mehrfach als einer der führenden Köpfe des deutschen Personalwesens ausgezeichnet. Seine Arbeit ist geprägt von einem systemischen Organisationsverständnis und einer menschenzentrierten Haltung.

## Karriere
Meifert studierte Wirtschaftspädagogik und Psychologie an der Freien Universität Berlin und promovierte an der Technischen Universität Berlin. Im Anschluss war er als Lehrbeauftragter und Gastdozent an der European Business School (EBS), der Otto-von-Guericke-Universität Magdeburg sowie an der TU Berlin tätig.
Seine berufliche Laufbahn begann er bei Kienbaum Management Consultants, wo er langjährig Mitglied der Geschäftsleitung war und unter anderem die Buchreihe Edition Kienbaum herausgab.
2012 gründete er das Beratungsunternehmen HRpepper GmbH & Co. KGaA, das er seither als Managing Partner leitet. Die Beratung ist auf menschenzentrierte Transformation spezialisiert und wurde mehrfach vom Wirtschaftsmagazin brand eins ausgezeichnet. Von Dezember 2023 bis September 2024 war Meifert CEO der digitalen Lernplattform thankscoach, deren Mehrheitsgesellschafter er seit Januar 2022 vertritt. Das Unternehmen fokussiert sich auf die Entwicklung von Führungskräften und Talenten.
Im Mai 2024 wurde er in den Beirat des Masterstudiengangs „Beratung und Beratungswissenschaft“ an der Humboldt-Universität zu Berlin berufen. Zwischen 2010 und 2014 war Meifert Mitglied im Beirat für Fragen der Inneren Führung beim Bundesministerium der Verteidigung. Weitere Stationen umfassen Funktionen im Fachbeirat der Deutschen Universität für Weiterbildung sowie im Projektbeirat „Unternehmenskultur“ der Stiftung Neue Verantwortung. Von 2021 bis 2023 leitete er den Expertenkreis „Personal und Recruiting“ im Bundesverband mittelständische Wirtschaft (BVMW). Seit 2010 ist Meifert als Dozent an der EBS Universität für Wirtschaft und Recht tätig. Zuvor war er von 2009 bis 2012 Gastdozent an der Universität Magdeburg. Von 2016 bis 2021 verfasste er regelmäßig Kolumnen für das manager magazin.

## Investor
Meifert ist als Investor und Business Angel aktiv, insbesondere im Bereich HR-Tech. Seit März 2023 ist er Geschäftsführer und Investor der Meifert Asset Management GmbH. Im Februar 2025 beteiligte er sich an allygatr, einer weiteren HR-Tech-Initiative. Bereits seit Juli 2021 ist er Gesellschafter bei edyoucated, einer Plattform für digitales Lernen und Skill-Management. Seit August 2025 ist er außerdem Investor bei der ScaleUnit GmbH.
Neben HRpepper gründete Meifert im Februar 2024 die Genossenschaft The Excellence Circle eG, einen Zusammenschluss von Beratungen mit Fokus auf Marke, Digitalisierung und Organisation. Dort ist er seither Vorstandsvorsitzender.

## Auszeichnungen
Meifert wurde vom Personalmagazin mehrfach als einer der „40 führenden Köpfe im Personalwesen“ ausgezeichnet. Bereits 2011 erhielt er gemeinsam mit seinem Team den Initiativpreis Aus- und Weiterbildung des Deutschen Industrie- und Handelskammertags (DIHK) in Kooperation mit der Bundesagentur für Arbeit.

## Gesellschaftliches Engagement
Meifert ist ehrenamtlich bei Rotary International engagiert. Er ist Past Präsident des Rotary Clubs Berlin-Alexanderplatz und derzeit Beiratsmitglied im Distrikt 1940.

## Werke (Auswahl)
- mit C. Völkl (2022): Human Business Design – Das Pontonprinzip für Unternehmen in dynamischer Transformation. Hamburg. ISBN 3-86774-705-9
- (Hrsg.) (2008/2010): Strategische Personalentwicklung – Ein Programm in acht Etappen. Heidelberg.
- (Hrsg.) (2004): Gesundheitsmanagement im Unternehmen. Konzepte, Praxis, Perspektiven. Berlin. ISBN 3-540-00583-8
- Meifert, M. (2005): Mitarbeiterbindung. Eine empirische Analyse betrieblicher Weiterbildner in deutschen Großunternehmen. München. ISBN 3-87988-888-4
- mit F. Fredersdorf (Hrsg.) (2006): In Bewegung. Von der betrieblichen Weiterbildung zur strategischen Personalentwicklung. Düsseldorf. ISBN 978-3-936608-76-2
- (Hrsg.) (2010): Psychologie für Führungskräfte (3. Aufl.). Freiburg, Berlin, München. ISBN 978-3-648-00337-4
- (Hrsg.) (2011): Beraten, Trainieren, Coachen. Freiburg, Berlin, München. ISBN 978-3-648-01858-3
- M. Meifert et al. (2011): Führen: Die erfolgreichsten Instrumente und Techniken (2. Aufl.). Freiburg, Berlin, München: Haufe Lexware.